# Xanthosoma mendozae
Xanthosoma mendozae är en kallaväxtart som beskrevs av Eizi Matuda. Xanthosoma mendozae ingår i släktet Xanthosoma och familjen kallaväxter. Inga underarter finns listade.